# 5210 Saint-Saëns
Az 5210 Saint-Saëns (ideiglenes jelöléssel 1989 EL6) a Naprendszer kisbolygóövében található aszteroida. Freimut Börngen fedezte fel 1989. március 7-én.